# Ture Rangström
Anders Johan "Ture" Rangström (født 30. november 1884 i Stockholm – død 11. maj 1947 i Tornsholmen, Sverige) var en svensk komponist og dirigent.
Rangström studerede i Stockholm og Berlin. Han komponerede i moderne stil, og er nok mest kendt for sine sange og operaer. Han har skrevet omkring 250 sange.
Han har skrevet 4 symfonier, operaer, sange og orkesterværker.
Han dirigerede i en periode også Göteborgs symfoniorkester.

## Udvalgte værker
- Symfoni nr. 1  "Til Strindbergs minde" (1914) - for orkester
- Symfoni nr. 2 "Mit land" (1919) - for orkester
- Symfoni nr. 3 "Sang under stjernerne" (1929) - for orkester
- Symfoni nr. 4 "Påkaldelse" (1936) - for orkester
- Divertimento elegiaco (1918)  (Suite) - for strygeorkester
- Et midsommerstykke (1910) (Symfonisk digtning) - for orkester
- En efterårssang (1911) (Symfonisk digtning) - for orkester
- Havet synger (1913) (Symfonisk digtning) - for orkester
- Kronbruden (1915) – opera
- Medeltida (1918-1921) – opera
- Gilgamesj (1943-1944, Rev. 1952) – opera
- Tre digte (1904) - sange
- Visir (1909) - sange
- To ballader (1909) - sange
- Fire melodier (1911) - sange

1. ↑  Navnet er anført på svensk og stammer fra Wikidata hvor navnet endnu ikke findes på dansk.